# Hipertèrmia
|  | No s'ha de confondre amb Cop de calor. |

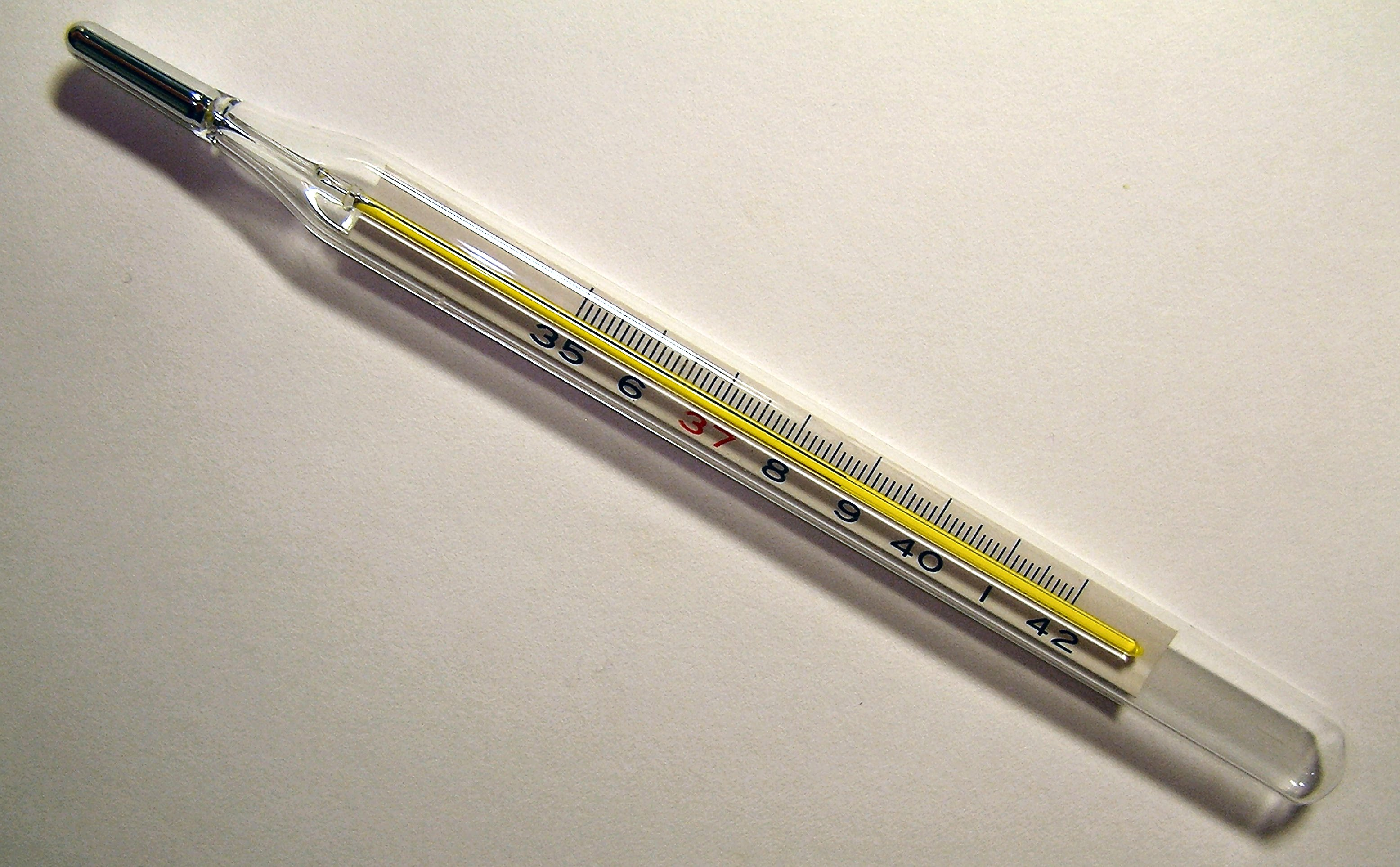
Termòmetre clínic mostrant una temperatura superior a 38 °C

La hipertèrmia és un trastorn greu pertanyent al grup de malalties per alteració de la temperatura corporal i que es presenten quan un organisme  homeoterm no arriba a dissipar més calor de la que genera o absorbeix. Generalment, el seu origen és l'exposició a una font de calor i aleshores es denomina cop de calor, també pot ser causada per una insolació, (quan ha estat la radiació solar la causa de l'afecció), però existeixen altres causes i concauses
És diferent de la febre, que és una reacció de l'organisme en la qual aquest eleva temporalment la temperatura homeostàtica a un nivell més alt com a part d'una resposta immunològica a algun agent extern que comporta l'alliberament controlat de proteïnes pirogèniques. Cal esmentar que la febre molt alta rep indistintament el nom d'hiperpirèxia o d'hipertèrmia, una sinonímia que pot generar confusions.
La hipertèrmia pot ser creada artificialment amb drogues o aparells mèdics. En aquestes instàncies pot tractar càncer i altres malalties. La hipertèrmia maligna és una rara complicació d'alguns tipus d'anestèsia general.
Es considera hipertèrmia quan la temperatura corporal supera els 41 °C. A la hipertèrmia el punt d'ajust hipotalàmic no canvia, però la temperatura corporal puja superant els mecanismes de regulació de temperatura. A conseqüència d'això es produeix l'anomenat cop de calor o insolació.

## Variants d'hipertèrmia
- Estrès per calor: Incomoditat i tensió fisiològica en ambients càlids, sobretot amb activitat física. Els factors ambientals són la temperatura de l'aire, l'intercanvi de la calor radiant, el moviment de l'aire i la pressió de vapor d'aigua. El treball físic contribueix a l'estrès calòric total de la tasca en produir calor metabòlica en forma proporcional a la intensitat del treball. La quantitat i tipus de vestimenta també influeixen sobre l'estrès calòric.
- Rampes per calor: lesió lleu i primerenca per calor. Juntament amb rampes musculars intermitents en cames i braços després de l'exercici (lleu augment de la temperatura corporal). Se sol donar en persones joves i sanes, i les rampes estan lligats a la hiperventilació, alcalosi respiratòria secundària i als nivells de sodi intracel·lular.
- Esgotament per calor: és el més habitual dels casos d'hipertèrmia ambiental. Fatiga, debilitat, confusió, cefalea, quadres vegetatius i anorèxia en joves després de l'exercici o gent gran amb poca capacitat cardíaca. La temperatura sol romandre per sota de 38 ° C, i sol haver-hi una caiguda d'aigua i sal en l'organisme.
- Cop de calor: la temperatura corporal supera els 40 ° C, produint-se canvis en el sistema nerviós central a causa de l'elevada temperatura.[2]

## Progressió
La temperatura normal corporal humana és de 36-36,9 °C, encara que pot variar segons la persona, l'edat, les activitats i el moment del dia. Per això, s'accepten com a normals valors d'entre 35,8 °C i 37,3 °C, aproximadament. Una temperatura corporal superior a 40°C posa la vida en perill. A 41 °C s'inicien les lesions tissulars. S'activen citocines inflamatòries i poden aparèixer signes de disfunció multiorgànica. Diversos estudis indiquen que el màxim tèrmic crític en humans és de 41,6 °C a
42 °C durant un període que oscil·la entre 45 minuts i 8 hores. El dany cel·lular afecta el SNC, el múscul esquelètic (rabdomiòlisi), el fetge, els ronyons, els pulmons (taquipnea) i el cor. Si l'agressió tèrmica segueix, s'activa la cascada de coagulació i té lloc una coagulació intravascular disseminada, acompanyada d'hiperpotassèmia i hipoglucèmia Entorn dels 44 °C, en la gran majoria dels casos s'instaura un dany cerebral gravíssim i irreversible (mort cerebral). Temperatures internes per sobre de 49-50 °C són incompatibles amb la vida, ja que en menys de cinc minuts esdevé una destrucció cel·lular generalitzada.
Si bé el de calor pot produir-se de forma sobtada, l'usual és que sigui precedit per una condició de menor risc anomenada esgotament o prostració per calor. Dita condició ocasiona debilitat, malestar, nàusees, síncope, taquicàrdia, hipotensió i altres símptomes poc específics; sense que la termoregulació i les funcions del SNC estiguin alterades. Per regla general, el quadre remet amb descans en un lloc fresc i rehidratació oral. En cas contrari, o si la persona té una edat avançada i/o patologies de base, és convenient el seu trasllat a un servei d'Urgències.